# Lucy and the Loop
Lucy and the Loop – czwarty album studyjny polskiej piosenkarki Kasi Stankiewicz wydany 10 października 2014 roku.
Do promocji płyty wybrano singel „Lucy”, który był jednym z dziesięciu anglojęzycznych utworów umieszczonym na krążku.

## Lista utworów
1. "Alone (It's My Way)"
2. "As I See"
3. "Changes"
4. "East"
5. "Impair"
6. "Miracles"
7. "Lucy"
8. "Soul"
9. "Up"
10. "Dancing With Balloons"